# The Falconeer
The Falconeer est un jeu vidéo de combat aérien édité et développé par Tomas Sala avec la participation de Wired Productions. Le jeu est sorti le 10 novembre 2020 sur Windows, Xbox One et Xbox Series,.
Une des particularités de ce jeu est qu'il a été développé par une seule personne.
Une sortie sur les plateformes PlayStation 5, PlayStation 4 et Nintendo Switch a été annoncée pour le 5 août 2021.

## Gameplay
Le jeu The Falconeer est un jeu à la troisième personne vous mettant aux commandes d'un Falconeer (guerrier aéroporté). Le principe du jeu est basé sur des combats aériens entre faucons.